# 沼柳
沼柳（学名：Salix rosmarinifolia var. brachypoda）为杨柳科柳属下的一个变种。

## 扩展阅读
- 維基物種上的相關：沼柳